# Chaetopleura gambiensis
Chaetopleura gambiensis är en blötdjursart som först beskrevs av de Rochebrune 1881.  Chaetopleura gambiensis ingår i släktet Chaetopleura och familjen Ischnochitonidae. Inga underarter finns listade i Catalogue of Life.